# Đội tuyển bóng đá quốc gia Guinea Xích Đạo
Đội tuyển bóng đá quốc gia Guinea Xích Đạo (tiếng Tây Ban Nha: Selección de fútbol de Guinea Ecuatorial) là đội tuyển cấp quốc gia của Guinea Xích Đạo do Liên đoàn bóng đá Guinea Xích Đạo quản lý.
Trận thi đấu quốc tế đầu tiên của đội tuyển Guinea Xích Đạo là trận gặp đội tuyển Trung Quốc vào năm 1975. Thành tích tốt nhất của đội cho đến nay là vị trí thứ tư của cúp bóng đá châu Phi 2015.

## Thành tích quốc tế

### Giải bóng đá vô địch thế giới
- 1930 đến 1998 - Không tham dự
- 2002 đến 2022 - Không vượt qua vòng loại

### Cúp bóng đá châu Phi
Guinea Xích Đạo đã 4 lần có mặt ở vòng chung kết Cúp bóng đá châu Phi. Thành tích tốt nhất của họ là vị trí thứ tư của cúp bóng đá châu Phi 2015.
| Cúp bóng đá châu Phi | Cúp bóng đá châu Phi     | Cúp bóng đá châu Phi     | Cúp bóng đá châu Phi     | Cúp bóng đá châu Phi     | Cúp bóng đá châu Phi     | Cúp bóng đá châu Phi     | Cúp bóng đá châu Phi     | Cúp bóng đá châu Phi | Cúp bóng đá châu Phi |
| Vòng chung kết: 4    | Vòng chung kết: 4        | Vòng chung kết: 4        | Vòng chung kết: 4        | Vòng chung kết: 4        | Vòng chung kết: 4        | Vòng chung kết: 4        | Vòng chung kết: 4        | Vòng chung kết: 4    | Vòng chung kết: 4    |
| Năm                  | Thành tích               | Số trận                  | Thắng                    | Hòa                      | Thua                     | Bàn thắng                | Bàn thua                 |                      |                      |
| -------------------- | ------------------------ | ------------------------ | ------------------------ | ------------------------ | ------------------------ | ------------------------ | ------------------------ | -------------------- | -------------------- |
| 1957 đến 1986        | Không tham dự            | Không tham dự            | Không tham dự            | Không tham dự            | Không tham dự            | Không tham dự            | Không tham dự            |                      |                      |
| 1988                 | Bỏ cuộc                  | Bỏ cuộc                  | Bỏ cuộc                  | Bỏ cuộc                  | Bỏ cuộc                  | Bỏ cuộc                  | Bỏ cuộc                  |                      |                      |
| 1990                 | Không vượt qua vòng loại | Không vượt qua vòng loại | Không vượt qua vòng loại | Không vượt qua vòng loại | Không vượt qua vòng loại | Không vượt qua vòng loại | Không vượt qua vòng loại |                      |                      |
| 1992 đến 1994        | Không tham dự            | Không tham dự            | Không tham dự            | Không tham dự            | Không tham dự            | Không tham dự            | Không tham dự            |                      |                      |
| 1996                 | Bỏ cuộc                  | Bỏ cuộc                  | Bỏ cuộc                  | Bỏ cuộc                  | Bỏ cuộc                  | Bỏ cuộc                  | Bỏ cuộc                  |                      |                      |
| 1998 đến 2000        | Không tham dự            | Không tham dự            | Không tham dự            | Không tham dự            | Không tham dự            | Không tham dự            | Không tham dự            |                      |                      |
| 2002 đến 2010        | Không vượt qua vòng loại | Không vượt qua vòng loại | Không vượt qua vòng loại | Không vượt qua vòng loại | Không vượt qua vòng loại | Không vượt qua vòng loại | Không vượt qua vòng loại |                      |                      |
| 2012                 | Tứ kết                   | 4                        | 2                        | 0                        | 2                        | 3                        | 5                        |                      |                      |
| 2013                 | Không vượt qua vòng loại | Không vượt qua vòng loại | Không vượt qua vòng loại | Không vượt qua vòng loại | Không vượt qua vòng loại | Không vượt qua vòng loại | Không vượt qua vòng loại |                      |                      |
| 2015                 | Hạng tư                  | 6                        | 2                        | 3                        | 1                        | 5                        | 5                        |                      |                      |
| 2017                 | Không vượt qua vòng loại | Không vượt qua vòng loại | Không vượt qua vòng loại | Không vượt qua vòng loại | Không vượt qua vòng loại | Không vượt qua vòng loại | Không vượt qua vòng loại |                      |                      |
| 2019                 | Không vượt qua vòng loại | Không vượt qua vòng loại | Không vượt qua vòng loại | Không vượt qua vòng loại | Không vượt qua vòng loại | Không vượt qua vòng loại | Không vượt qua vòng loại |                      |                      |
| 2021                 | Tứ kết                   | 5                        | 2                        | 1                        | 2                        | 3                        | 4                        |                      |                      |
| 2023                 | Vòng 2                   | 4                        | 2                        | 1                        | 1                        | 9                        | 4                        |                      |                      |
| 2025                 | Chưa xác định            | Chưa xác định            | Chưa xác định            | Chưa xác định            | Chưa xác định            | Chưa xác định            | Chưa xác định            | Chưa xác định        |                      |
| Tổng cộng            | 1 lần hạng tư            | 19                       | 8                        | 5                        | 6                        | 20                       | 18                       |                      |                      |

- Khung đỏ: Chủ nhà

## Cầu thủ

### Đội hình hiện tại
Đây là đội hình đã hoàn thành CAN 2023.
Các chỉ số thống kê tính đến ngày 28 tháng 1 năm 2024 sau trận gặp Guinée
| Số | VT | Cầu thủ                  | Ngày sinh (tuổi)  | Trận | Bàn | Câu lạc bộ                 |
| -- | -- | ------------------------ | ----------------- | ---- | --- | -------------------------- |
|    | TM | Miguel Ángel Óscar Eyama | 8 tháng 7, 1998   | 7    | 0   | Deportivo Mongomo          |
|    | TM | Marcos Luis Ondo         | 13 tháng 8, 2000  | 3    | 0   | Cano Sport                 |
|    | TM | Manuel Sapunga           | 23 tháng 11, 1992 | 2    | 0   | Polokwane City             |
|    |    |                          |                   |      |     |                            |
|    | HV | Basilio Ndong            | 17 tháng 1, 1999  | 45   | 0   | Universitatea Craiova      |
|    | HV | Cosme Anvene             | 3 tháng 3, 1990   | 15   | 0   | Deportivo Unidad           |
|    | HV | Luis Meseguer            | 7 tháng 9, 1999   | 14   | 1   | Unión Adarve               |
|    | HV | Vicente Asumu            | 30 tháng 10, 2002 | 5    | 0   | Wafaa Riadi Fassi          |
|    | HV | Marcelo Asumu            | 16 tháng 1, 1992  | 1    | 0   | Deportivo Unidad           |
|    | HV | Cristian Ebea            | 2 tháng 2, 2001   | 1    | 0   | Sporting Atlético          |
|    | HV | Javier Mum               | 24 tháng 1, 2001  | 0    | 0   | Cano Sport                 |
|    | HV | Rafael Nguema            |                   | 0    | 0   | Bata City                  |
|    |    |                          |                   |      |     |                            |
|    | TV | Federico Bikoro          | 17 tháng 3, 1996  | 51   | 6   | Club Africain              |
|    | TV | Santiago Eneme           | 29 tháng 9, 2000  | 24   | 0   | MFK Vyškov                 |
|    | TV | Joanet                   | 1 tháng 3, 1999   | 8    | 0   | Inter d'Escaldes           |
|    | TV | Federico Nsue            | 20 tháng 4, 1997  | 3    | 0   | Bălți                      |
|    | TV | Raúl Constantino Ondo    | 2 tháng 3, 2000   | 0    | 0   | Deportivo Mongomo          |
|    | TV | Basilio Rieno            | 16 tháng 11, 2004 | 0    | 0   | Burnley U21                |
|    |    |                          |                   |      |     |                            |
|    | TĐ | Luis Miguel Nlavo        | 9 tháng 7, 2001   | 18   | 2   | Moreirense                 |
|    | TĐ | Salomón Obama            | 4 tháng 2, 2000   | 15   | 1   | UE Santa Coloma            |
|    | TĐ | Pedro Oba                | 18 tháng 5, 2000  | 14   | 5   | FC 15 de Agosto de Akonibe |
|    | TĐ | Noé Ela                  | 17 tháng 4, 2003  | 5    | 0   | Numancia                   |
|    | TĐ | José Nabil Ondo          | 23 tháng 11, 2005 | 2    | 0   | Cano Sport                 |
|    | TĐ | Cristian Makate          | 21 tháng 9, 2002  | 0    | 0   | Union SG U23               |

### Triệu tập gần đây
| Vt | Cầu thủ           | Ngày sinh (tuổi)  | Số trận | Bt | Câu lạc bộ                 | Lần cuối triệu tập               |
| -- | ----------------- | ----------------- | ------- | -- | -------------------------- | -------------------------------- |
| TM | Jesús Owono       | 1 tháng 3, 2001   | 28      | 0  | Deportivo Alavés           | 2023 Africa Cup of Nations       |
| TM | Aitor Embela      | 17 tháng 4, 1996  | 9       | 0  | CD Soneja                  | 2023 Africa Cup of Nations       |
| TM | Mariano Magno Mba | 3 tháng 8, 1999   | 0       | 0  | Deportivo Unidad           | 2023 Africa Cup of Nations PRE   |
|    |                   |                   |         |    |                            |                                  |
| HV | Carlos Akapo      | 12 tháng 3, 1993  | 37      | 2  | San Jose Earthquakes       | 2023 Africa Cup of Nations       |
| HV | Esteban Obiang    | 7 tháng 5, 1998   | 29      | 1  | Argeș Pitești              | 2023 Africa Cup of Nations       |
| HV | Saúl Coco         | 9 tháng 2, 1999   | 23      | 3  | Las Palmas                 | 2023 Africa Cup of Nations       |
| HV | Marvin Anieboh    | 26 tháng 8, 1997  | 12      | 0  | Illescas                   | 2023 Africa Cup of Nations       |
| HV | Néstor Senra      | 4 tháng 1, 2002   | 7       | 0  | Avilés                     | 2023 Africa Cup of Nations       |
| HV | José Elo          | 21 tháng 10, 2000 | 4       | 1  | AC Oulu                    | 2023 Africa Cup of Nations       |
| HV | Charles Ondo      | 22 tháng 10, 2003 | 3       | 0  | Huddersfield Town B        | 2023 Africa Cup of Nations       |
| HV | Hugo Buyla        | 8 tháng 3, 2005   | 1       | 0  | Sampdoria U19              | 2023 Africa Cup of Nations       |
| HV | Diosdado Mbele    | 8 tháng 4, 1997   | 33      | 0  | Leones Vegetarianos        | 2023 Africa Cup of Nations PRE   |
| HV | Miguel Ángel Mayé | 8 tháng 12, 1995  | 14      | 0  | Fundación Bata             | 2023 Africa Cup of Nations PRE   |
| HV | Cristián Nzang    | 27 tháng 7, 1990  | 12      | 0  | Deportivo Mongomo          | 2023 Africa Cup of Nations PRE   |
| HV | Luis Enrique Nsue | 16 tháng 1, 1998  | 8       | 0  | Bălți                      | v. Burkina Faso, 13 October 2023 |
|    |                   |                   |         |    |                            |                                  |
| TV | Pablo Ganet       | 4 tháng 11, 1994  | 43      | 5  | Alcoyano                   | 2023 Africa Cup of Nations       |
| TV | Iban Salvador     | 11 tháng 12, 1995 | 42      | 6  | Miedź Legnica              | 2023 Africa Cup of Nations       |
| TV | José Machín       | 14 tháng 8, 1996  | 27      | 0  | Monza                      | 2023 Africa Cup of Nations       |
| TV | Jannick Buyla     | 6 tháng 10, 1998  | 23      | 2  | Linares                    | 2023 Africa Cup of Nations       |
| TV | Álex Balboa       | 6 tháng 3, 2001   | 14      | 0  | Huesca                     | 2023 Africa Cup of Nations       |
| TV | Pedro Obiang      | 27 tháng 3, 1992  | 15      | 3  | Sassuolo                   | 2023 Africa Cup of Nations PRE   |
| TV | Niko Kata         | 15 tháng 1, 1993  | 14      | 0  | Cerdanyola                 | 2023 Africa Cup of Nations PRE   |
| TV | Gael Joel Akogo   | 21 tháng 12, 2003 | 3       | 0  | Albacete B                 | 2023 Africa Cup of Nations PRE   |
| TV | Omar Mascarell    | 2 tháng 2, 1993   | 0       | 0  | Mallorca                   | 2023 Africa Cup of Nations PRE   |
| TV | Mansueto Nguema   | 17 tháng 4, 1997  | 0       | 0  | Cano Sport                 | 2023 Africa Cup of Nations PRE   |
| TV | Jesús Mansogo     | 16 tháng 8, 2001  | 5       | 0  | TAS Casablanca             | v. Libya, 6 September 2023       |
| TV | Rafael Nsogo      | 3 tháng 8, 2001   | 0       | 0  | Leones Vegetarianos        | v. Tunisia, 17 June 2023         |
|    |                   |                   |         |    |                            |                                  |
| TĐ | Óscar Siafá       | 12 tháng 9, 1997  | 14      | 0  | Alessandria                | 2023 Africa Cup of Nations       |
| TĐ | Dorian Jr.        | 12 tháng 5, 2001  | 12      | 0  | Cultural Leonesa           | 2023 Africa Cup of Nations PRE   |
| TĐ | Armando Juan Mañé | 19 tháng 9, 1992  | 4       | 0  | Atlético Semu              | 2023 Africa Cup of Nations PRE   |
| TĐ | Adrián Garrido    | 18 tháng 11, 2001 | 1       | 0  | Andratx                    | 2023 Africa Cup of Nations PRE   |
| TĐ | Aitor Lorá        | 17 tháng 12, 1996 | 1       | 0  | Náxara                     | 2023 Africa Cup of Nations PRE   |
| TĐ | Pedro Martín Ela  | 4 tháng 6, 2004   | 0       | 0  | FC 15 de Agosto de Akonibe | 2023 Africa Cup of Nations PRE   |

Chú thích:
- (RET) Đã chia tay đội tuyển quốc gia